# Айзенлауэр, Себастьян
Себастьян Айзенлауэр (нем. Sebastian Eisenlauer; род. 13 марта 1990 года, Зонтхофен, Бавария, Германия) — немецкий лыжник, участник Олимпийских игр в Сочи. Специализируется в спринтерских гонках.
В Кубке мира Айзенлауэр дебютировал 4 декабря 2010 года, на следующий день первый раз в карьере попал в десятку лучших на этапе Кубка мира, в командном спринте. Всего на сегодняшний момент имеет 5 попаданий в десятку лучших на этапах Кубка мира, 1 в личных и 4 в командных гонках. Лучшим достижением Айзенлауэра в общем итоговом зачёте Кубка мира является 58-е место в сезоне 2013/14.
На Олимпийских играх 2014 года в Сочи стал 35-м в спринте свободным ходом.
За свою карьеру принимал участие в одном чемпионате мира, на чемпионате мира 2013 года занял 43-е место в спринте.
Использует лыжи производства фирмы Fischer.